# Horsbere Brook
Der Horsbere Brook ist ein Nebenfluss des Severn. Er beginnt in Great Witcombe und fließt in nordwestlicher Richtung nach Longford, wo er in den Severn mündet.
Ein Teil des Baches bildet einen Abschnitt der Grenze zwischen den Dörfern Longford und Longlevens. Horsbere ist durch einen Kanal unter den Straßen A40, A38, A417 und A46 hindurchgeführt.

## Verlauf
Der Bach beginnt in Great Witcombe und fließt fast geradlinig in nordwestlicher Richtung durch das Zentrum von Brockworth, bevor er in Gloucester mündet. Je weiter der Horsbere Brook nach Nordwesten fließt, desto mehr hat er mit Siedlungen und Infrastruktur zu tun. Er fließt durch die Gebiete von Hucclecote und Barnwood, wo seine Ufer manchmal verstärkt werden, um der städtischen Entwicklung Rechnung zu tragen. In dieser Phase fließt der Bach durch das Hochwasserschutzgebiet Horsbere Brook.
Der Horsbere Brook setzt seine Reise nach Westen fort und erreicht Longlevens, einen Vorort von Gloucester. Hier schlängelt sich der Bach sanft durch Freiflächen, Parks und Wohnviertel, wobei mehrere Stege und Wege den öffentlichen Zugang ermöglichen. Der Horsbere Brook mündet schließlich in den East Channel des Severn. In diesem niedrig gelegenen Gebiet verbreitert sich der Bach leicht und verlangsamt sich, wodurch Sedimente und Nährstoffe in Richtung seines Endziels transportiert werden. Der genaue Punkt, an dem der Horsbere Brook in den Severn mündet, hängt von den Wasserständen und kleinräumigen Veränderungen der örtlichen Hydrologie ab.

## Hochwasserentlastungsprogramm
Als Reaktion auf die schweren Überschwemmungen im Jahr 2007 baute die Umweltbehörde das Horsbere Brook Flood Alleviation Scheme, das 2011 abgeschlossen wurde. Im Rahmen dieses Projekts wurden 120.000 Kubikmeter Erde ausgehoben, um ein großes Hochwasserrückhaltegebiet neben der A417 Barnwood Link Road zu schaffen.
Das System soll mehr als 350 Häuser in Elmbridge und Longlevens vor Überschwemmungen schützen, die in einem Jahr mit einer Wahrscheinlichkeit von 1:100 auftreten können. Wenn der Durchfluss des Horsbere-Bachs ansteigt, fließt überschüssiges Wasser in das Speichergebiet und wird allmählich wieder in den Bach abgegeben, wenn der Durchfluss zurückgeht. Der Stausee hat eine Speicherkapazität von insgesamt 170.000 Kubikmetern.